# Kanton Saint-Vivien-de-Médoc
Der Kanton Saint-Vivien-de-Médoc war bis zu seiner Auflösung 2015 ein französischer Wahlkreis im Arrondissement Lesparre-Médoc, im Département Gironde und in der Region Aquitanien; sein Hauptort war Saint-Vivien-de-Médoc, Vertreter im Generalrat des Départements war zuletzt von 2001 bis 2015, wiedergewählt 2008, Serge Laporte.
Der sieben Gemeinden umfassende Kanton war 211,28 km² groß und hatte 9483 Einwohner (Stand: 2012).

## Gemeinden
| Gemeinde              | Einwohner Jahr | Fläche km² | Bevölkerungsdichte | Postleitzahl | Code INSEE |
| --------------------- | -------------- | ---------- | ------------------ | ------------ | ---------- |
| Grayan-et-l’Hôpital   | 1289 (2013)    | –          | – Einw./km²        | 33590        | 33193      |
| Jau-Dignac-et-Loirac  | 1009 (2013)    | –          | – Einw./km²        | 33590        | 33208      |
| Saint-Vivien-de-Médoc | 1700 (2013)    | –          | – Einw./km²        | 33590        | 33490      |
| Soulac-sur-Mer        | 2523 (2013)    | –          | – Einw./km²        | 33780        | 33514      |
| Talais                | 704 (2013)     | –          | – Einw./km²        | 33590        | 33521      |
| Vensac                | 937 (2013)     | –          | – Einw./km²        | 33590        | 33541      |
| Le Verdon-sur-Mer     | 1369 (2013)    | –          | – Einw./km²        | 33123        | 33544      |

## Bevölkerungsentwicklung
| 1962 | 1968 | 1975 | 1982 | 1990 | 1999 |
| ---- | ---- | ---- | ---- | ---- | ---- |
| 7203 | 7474 | 7659 | 7891 | 8126 | 8194 |